# Зелена папка Герінга
«Зелена папка» Г. Герінга, План «Ольденбург» — умовна назва нацистських планів А.Гітлера економічного використання окупованих територій СРСР. Офіційна назва — «Директиви щодо керівництва економікою в новоокупованих східних областях». Директиви були розроблені ще до нападу на Радянський Союз (див. «Барбаросса» план, німецько-радянська війна 1941—1945). Пізніше за наказом Г.Герінга від 3 липня 1941 «З.п.» була оголошена обов'язковою і для областей, переданих цивільному управлінню.

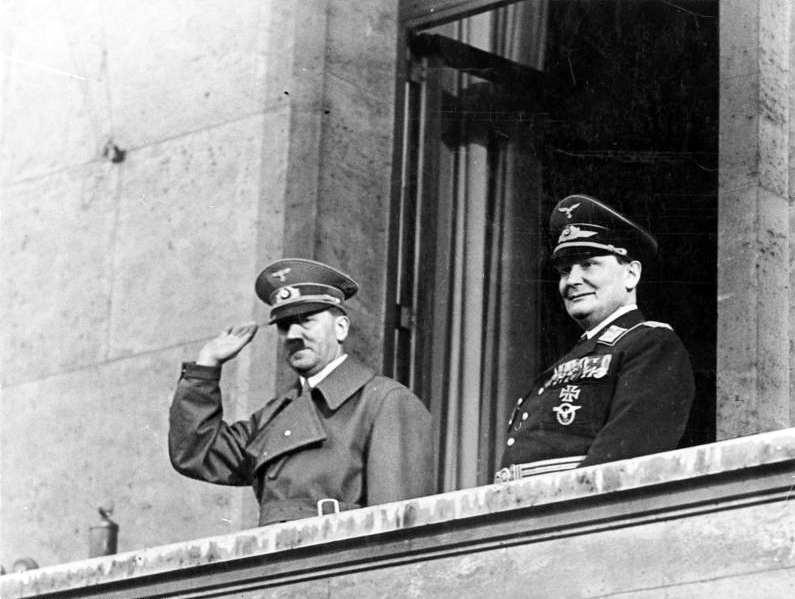
Герінг з Гітлером. Берлін. 16 березня 1938

У «З.п.» зазначалося: «Необхідно вжити всіх заходів до термінового і повного використання окупованих областей в інтересах Німеччини». Проте тут же робилося застереження: «Цілком недоречна думка про те, що всі окуповані області повинні бути якомога швидше приведені до ладу, а їхня економіка відновлена. Налагодження порядку повинно здійснюватися тільки в тих областях, в яких ми можемо добути значні резерви сільськогосподарських продуктів і нафти».
У ході Другої світової війни «З.п.» доповнювалася наказами і розпорядженнями про особливості застосування тих чи інших її основних положень.